# Резня беженцев из Лановцев
Резня беженцев из Лановцев (пол. Zbrodnia na uchodźcach z Łanowiec) — массовое убийство, совершенное 2 февраля 1944 года отрядом УПА против польских беженцев в Тернопольской области, во время их эвакуации из города Лановцы в Вишневец.

## Предыстория
После начатой отрядами Украинской повстанческой армии (УПА) резни поляков на Волыни, пик которой пришёлся на июль 1943, последняя массовая волна нападений УПА на польские населённые пункты на Волыни пришлась на конец декабря — начало января 1943—1944 гг. Большое количество атак было совершено на католическое Рождество. Новое усиление антипольских акций УПА было связано с тем, что украинские националисты хотели для расправы над оставшимся польским населением использовать период безвластия между отходом немецких войск, покидавших Волынь, и приходом советских. Массовые нападения на поляков на Волыни, как и позже в Галиции, должны были произойти во время пересечения фронта этих земель.

## Ход событий
В связи с приближением советско-германского фронта 2 февраля 1944-го более 150 поляков из Лановцев вместе с покинувшим его немецким гарнизоном отправились на север Тернопольщины, в городок Вишневец Кременецкого повета. Во главе колонны, двигавшейся из Лановец, находилось несколько десятков немцев и польских полицейских из вспомогательной полиции, остальные поляки следовали в задней части конвоя. Между деревнями Великие Кусковцы и Снегуровка колонна была атакована и разделена боевиками УПА.
Передняя часть колонны — немцы и около 20 поляков — бросились бежать, немецкий офицер, командующий конвоем, не позволил полицейским остаться и противостоять нападавшим. Отрезанные поляки, среди которых было несколько ослушавшихся приказа полицейских со своими семьями, были окружены и, после небольшого сопротивления, убиты с помощью камней и дубин. Всего погибло 129 человек.
Через несколько дней отряды УПА атаковали и Вишневец, в котором под охраной немецко-венгерского гарнизона находилось несколько сотен поляков со всей округи. Однако, как только регулярные войска в ожидании прихода Красной армии покинули этот городок, его окружили боевики УПА. 21 февраля 1944 года они ворвались в местный монастырь кармелитов, где скрывались поляки, и убили около 300 гражданских, в основном женщин и детей. В тот же день в соседнем Старом Вишневце было убито 138 поляков.
В ночь на 13 февраля отряд УПА совершил массовое убийство польского населения в одноимённом селе Лановцы в Борщёвском районе Тернопольской области. Было убито 72 поляка.